# 1915 في النرويج
فيما يلي قوائم الأحداث التي وقعت خلال عام 1915 في النرويج.

## سياسة

### انتهاء فترة المنصب
- 1 يناير – أندرياس هانسن عضو برلمان النرويج  [لغات أخرى]‏.
- 1 يناير – أوتو باهر هالفورسن عضو برلمان النرويج  [لغات أخرى]‏.
- 1 يناير – أوغست هيرمان هالفورسن نائب عضو برلمان النرويج  [لغات أخرى]‏.
- 1 يناير – أوقست هانسن عمدة هالدن ‏.
- 1 يناير – أولاف أموندسين عضو برلمان النرويج  [لغات أخرى]‏.
- 1 يناير – إيفار آفاتسمارك عضو برلمان النرويج  [لغات أخرى]‏.
- 1 يناير – جون أرندت نائب عضو برلمان النرويج  [لغات أخرى]‏.
- 1 يناير – جوناس بيدرسن نائب عضو برلمان النرويج  [لغات أخرى]‏.
- 1 يناير – رولف جاكوبسن عضو برلمان النرويج  [لغات أخرى]‏.
- 1 يناير – غونار كنودسن عضو برلمان النرويج  [لغات أخرى]‏.
- 1 يناير – كارل أموندسين عضو برلمان النرويج  [لغات أخرى]‏.
- 1 يناير – كورنيليوس برنهارد هانسن عضو برلمان النرويج  [لغات أخرى]‏.
- 1 يناير – مارتن يوليوس هالفورسن عضو برلمان النرويج  [لغات أخرى]‏.
- 1 يناير – يورغن لفلاند عضو برلمان النرويج  [لغات أخرى]‏.
- 1 يناير – يوليوس باستيان اولسن نائب عضو برلمان النرويج  [لغات أخرى]‏.
- 1 يناير – يوليوس كريستنسن نائب عضو برلمان النرويج  [لغات أخرى]‏.
- 1 يناير – يوهان لودفيغ موفينكل عضو برلمان النرويج  [لغات أخرى]‏.
- 1 يناير – مارتن يوليوس هالفورسن عضو برلمان النرويج  [لغات أخرى]‏.
- 1 يناير – يوليوس باستيان اولسن نائب عضو برلمان النرويج  [لغات أخرى]‏.
- 1 يناير – يوليوس كريستنسن نائب عضو برلمان النرويج  [لغات أخرى]‏.

## رياضة
- 1 يناير – كأس النرويج 1915 الفائز نادي أود.

## مواليد

### يناير
- 6 يناير – مارتن سييم مهندس نرويجي.

### مارس
- 2 مارس – أنديرس إيفنسن متسابق يخت نرويجي.
- 24 مارس – جاك فغيلدستاد ممثل نرويجي.

### يونيو
- 1 يونيو – هانس هانسن مُجدّف نرويجي.[1]

### يوليو
- 1 يوليو – رولف هاوغ
- 2 يوليو – جورج كروغ

### أكتوبر
- 17 أكتوبر – ألفرد هاوغ كاتب نرويجي.[2]
- 24 أكتوبر – جون هامبرو

### نوفمبر
- 11 نوفمبر – كارل فريدريك إنغلستاد كاتب نرويجي.[3]

### ديسمبر
- 9 ديسمبر – ويليام دانيلسن

## وفيات

### مارس
- 29 مارس – أول ويلهلم لوند (مواليد 1848) مهندس نرويجي.

### أبريل
- 29 أبريل – أوقست هانسن (مواليد 1842)

### يونيو
- 4 يونيو – هنريك نيسن (مواليد 1848) مهندس معماري نرويجي.[4]

### سبتمبر
- 2 سبتمبر – إلينغ هولست (مواليد 1849) رياضياتي نرويجي.[5]